# رولاند دوريه
رولاند دوريه (بالفرنسية: Roland Doré)‏ هو نحات فرنسي، ولد في 1618، وتوفي في 1660.

## معرض صور

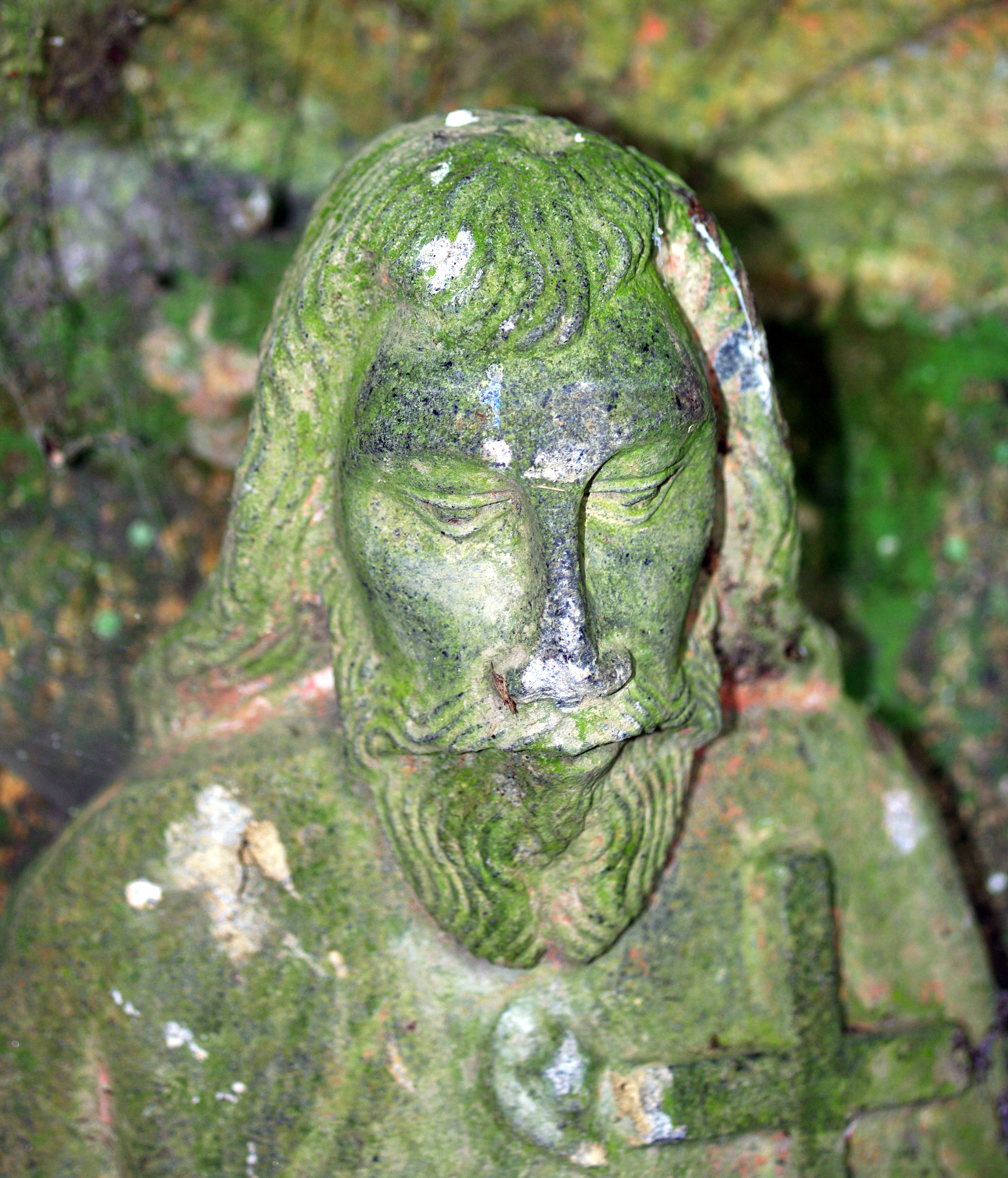
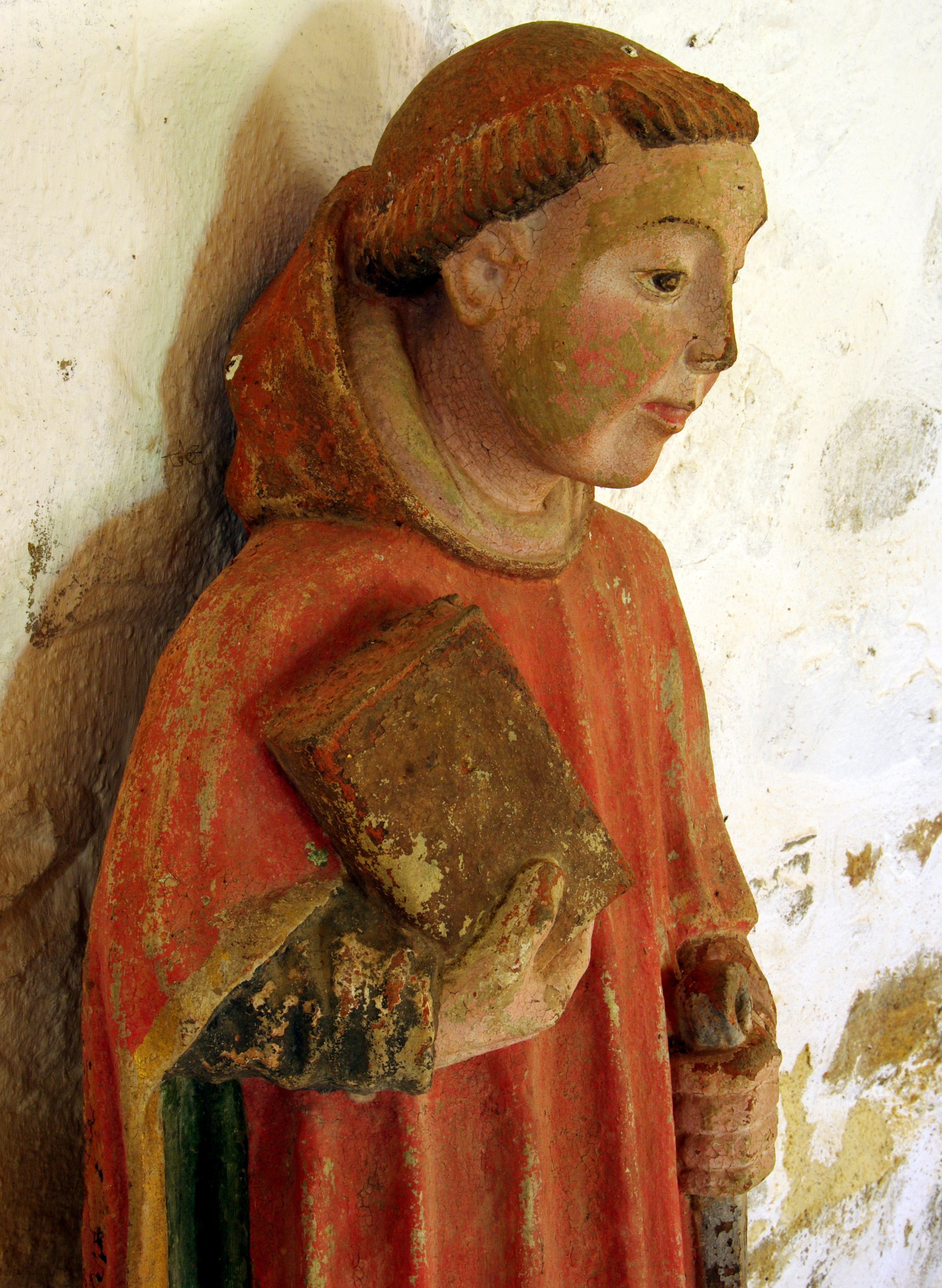
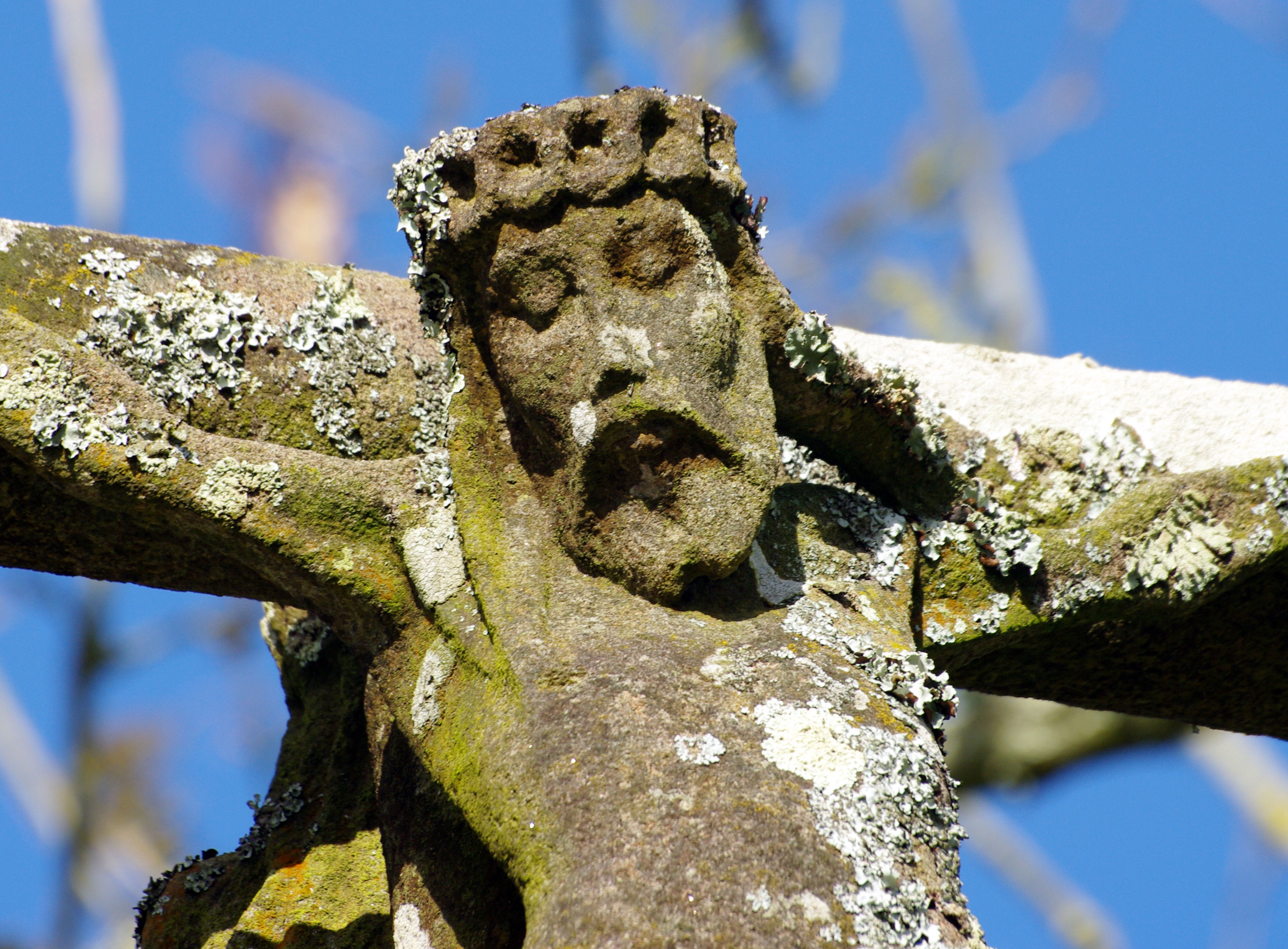
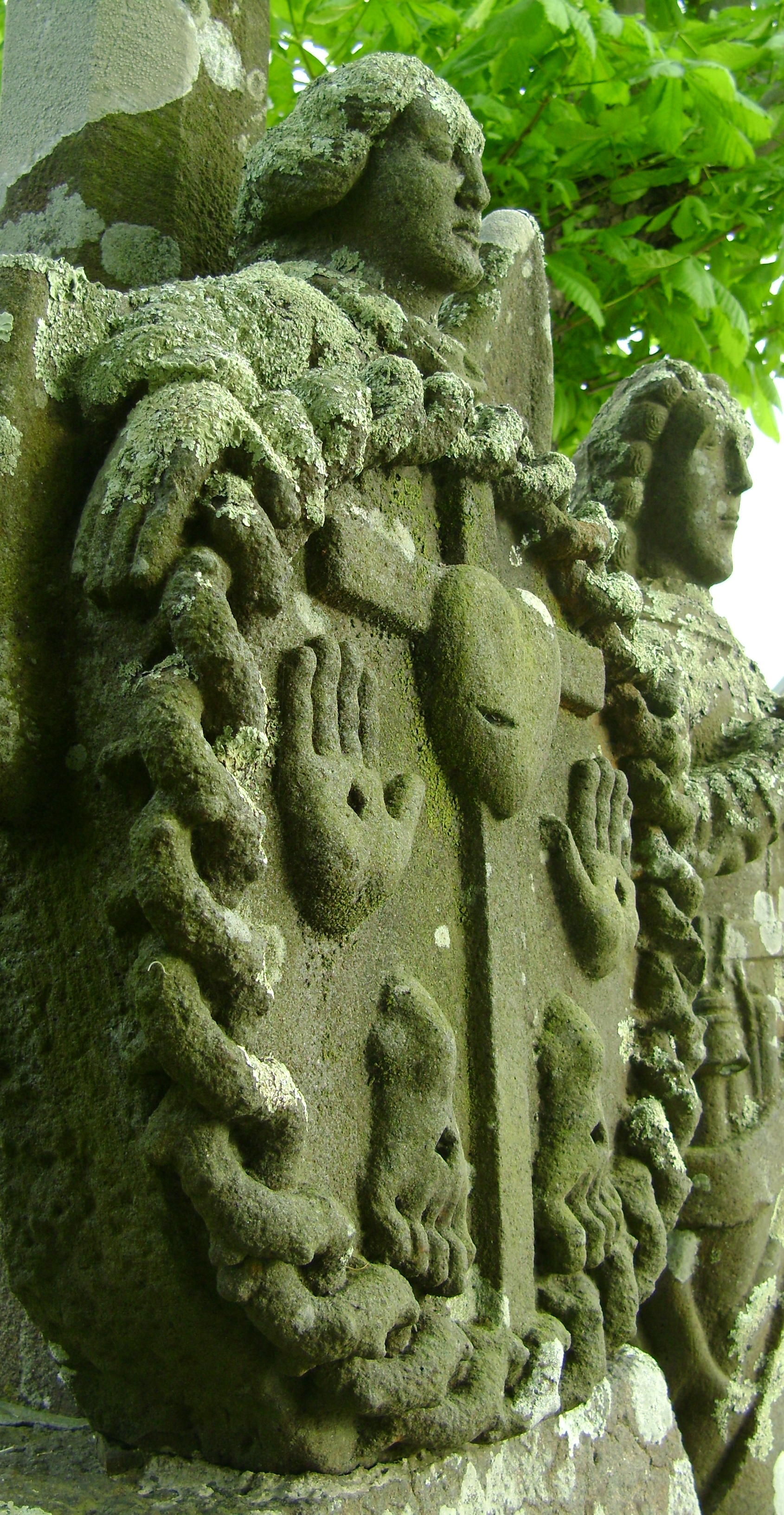